# Pabean Cantikan
Pabean Cantikan é um kecamatan (subdistrito) da cidade de Surabaia, na Província Java Oriental, Indonésia.

## Keluharan
Pabean Cantikan possui 5 keluharan:
- Bongkaran
- Nyamplungan
- Krembangan Utara
- Perak Timur
- Perak Utara